# 피지컬: 100
《피지컬: 100》은 넷플릭스에서 2023년 1월 24일부터 2023년 2월 21일까지 방송되고 있는 웹예능으로 가장 강력한 피지컬을 가진 최고의 ‘몸’을 찾기 위해, 최강 피지컬이라 자부하는 100인이 벌이는 극강의 서바이벌 게임 예능이다.

## 등급
12세 이상 관람가로 등급되었다.

## 스트리밍 일정
| 스트리밍 | 기간                              | 업로드 본방송 시간   | 비고  |
| -------- | --------------------------------- | -------------------- | ----- |
| 넷플릭스 | 2023년 1월 24일 ~ 2023년 2월 21일 | 매주 화요일 오후 5시 | 9부작 |

## 참가자
- 001 추성훈 - 격투기 선수
- 002 윤성빈 - 스켈레톤 국가대표
- 003 양학선 - 체조 국가대표
- 004 에이전트H - UDT 예비역 하사
- 005 까로 - 크로스핏터
- 006 홍범석 - 前 소방관
- 007 짱재 - UDT 예비역 하사
- 008 심으뜸 - 운동 유튜버
- 009 김강민 - 보디빌더
- 010 송아름 - 보디빌더
- 011 차현승 - 댄서
- 012 이용승 - 보디빌더
- 013 김예현 - 前 펜싱 선수
- 014 강한 - 봅슬레이 국가대표
- 015 김성준 - 피트니스 모델
- 016 김성훈 - 트레이너
- 017 손희찬 - 씨름 선수
- 018 손희동 - 레슬링 선수
- 019 김지한 - 배구 선수
- 020 윤석환 - 수영 선수
- 021 김경진 - 농업인
- 022 요요 - 모델
- 023 남경진 - 레슬링 국가대표
- 024 곽명식 - 크로스핏 선수
- 025 카를로스 - 크로스핏 선수
- 026 박정호 - 교도관
- 027 장성민 - 럭비 국가대표
- 028 김춘리 - 보디빌더
- 029 깡미 - 707 예비역 중사
- 030 안다정 - 보디빌더
- 031 박민지 - 씨름 선수
- 032 장은실 - 레슬링 국가대표
- 033 뻘컵 - 요식업 CEO
- 034 마선호 - 보디빌더
- 035 강천일 - 필라테스 강사
- 036 박형근 - 격투기 선수
- 037 조진형 - 자동차 딜러
- 038 미라클 - 댄서
- 039 김지욱 - 다이빙 선수
- 040 성치현 - 카지노 딜러
- 041 유상훈 - 종합 격투기 선수
- 042 주동조 - 종합 격투기 선수
- 043 이국영 - 뮤지컬 배우
- 044 최현미 - 복싱 선수
- 045 이주형 - 아이스하키 선수
- 046 서하얀 - 크로스핏 코치
- 047 정보경 - 유도 국가대표
- 048 최규태 - 발레리노
- 049 최민용 - 마라톤 선수
- 050 니퍼트 - 야구 선수
- 051 최인호 - 트레이너
- 052 플로리안 - 모델
- 053 김길환 - 스쿠버 다이버
- 054 김민철 - 산악구조대
- 055 김병진 - 태권도 국가대표
- 056 김상욱 - 종합격투기 선수
- 057 김은지 - 피트니스 선수
- 058 김정욱 - 요식업 CEO
- 059 빛하믹주 - 폴댄서
- 060 박선관 - 수영 선수
- 061 박종혁 - 일러스트레이터
- 062 박진용 - 루지 국가대표
- 063 방성혁 - 트레이너
- 064 방지훈 - 보디빌더
- 065 호주타잔 - 여행 유튜버
- 066 설기관 - 보디빌딩 국가대표
- 067 신동국 - 소방관
- 068 신보미레 - 권투 선수
- 069 신세계 - 스턴트맨
- 070 Dbo - 래퍼
- 071 오스틴 강 - 셰프
- 072 우진용 - 크로스핏 선수
- 073 유가람 - 롤러 스케이트 선수
- 074 윤준협 - 모델
- 075 이다현 - 씨름 선수
- 076 이대원 - 트로트 가수
- 077 이소영 - 피트니스 모델
- 078 이준명 - 스트리트 워크아웃 선수
- 079 미호 - 피트니스 트레이너
- 080 일레인 - 배우
- 081 전민석 - 해양 경찰
- 082 전영 - 영화 안무가
- 083 정한샘 - 뮤지컬 배우
- 084 정해민 - 경륜 선수
- 085 오반 - 가수
- 086 조정명 - 루지 국가대표
- 087 채완기 - 주짓수 선수
- 088 하제용 - 파워리프팅 선수
- 089 황빛여울 - 크로스핏 선수
- 090 김경백 - 前 UDT 교관
- 091 김다영 - 스턴트 배우
- 092 김식 - 봅슬레이 스켈레톤 국가대표팀 코치
- 093 이민우 - 셰프
- 094 이예지 - 격투기 선수
- 095 임정윤 - 체육 교육과 대학생
- 096 조연주 - 치어리더
- 097 조이택 - 배우
- 098 최성혁 - 폴 스포츠 선수
- 099 고다영 - 필라테스 강사
- 100 박지수 - 前 럭비 선수

## 탈락자 명단
| 결과            | 이름 |
| --------------- | --- |
| QUEST 01 탈락자 | 강천일, 고다영, 김경백, 김경진, 김길환, 김병진, 김성준, 김성훈, 김은지, 김정욱, 김지욱, 김지한, 김춘리, 까로, 깡미, 박민지, 박선관, 박정호, 빛하믹주, 뻘컵, 신동국, 신세계, 에이전트 H, 오스틴강, 요요, 유가람, 유상훈, 윤석환, 윤준협, 이다현, 이대원, 이소영, 이예지, 이용승, 이주형, 일레인, 전민석, 전영, 정보경, 조연주, 조이택, 채완기, 최현미, 최규태, 최민용, 최인호, 카를로스, 플로리안, 하제용, 홍범석 |
| QUEST 02 탈락자 | 강한, 곽명식, 김예현, 남경진, 박지수, 박종혁, 방성혁, 방지훈, 손희찬, 안다정, 오반, 이국영, 이민우, 임정윤, 장성민, 주동조, 짱재, 호주타잔, 황빛여울, Dbo |
| QUEST 03 탈락자 | 김상욱, 미호, 박형근, 서하얀, 성치현, 심으뜸, 양학선, 이준명, 장은실, 최성혁 |
| QUEST 04 탈락자 | 김강민, 김다영, 김식, 니퍼트, 마선호, 미라클, 설기관, 손희동, 송아름, 신보미레, 윤성빈, 정한샘, 조정명, 차현승, 추성훈 |
| QUEST 05 탈락자 | 김민철(5위), 조진형(4위), 박진용(3위), 정해민(2위) |

## 최종 우승
- 우진용

## 에피소드 목록
| 회차 | 방송 일시       | 부제               | 러닝 타임 | 비고 |
| ---- | --------------- | ------------------ | --------- | ---- |
| 1회  | 2023년 1월 24일 | 서열               | 53분      |      |
| 2회  | 2023년 1월 24일 | 뺏기면 죽는다      | 63분      |      |
| 3회  | 1월 31일        | 피하고 싶은 사람   | 68분      |      |
| 4회  | 1월 31일        | 언더 독            | 51분      |      |
| 5회  | 2월 7일         | 초대받지 않은 사람 | 69분      |      |
| 6회  | 2월 7일         | '생'의 무게        | 61분      |      |
| 7회  | 2월 14일        | 불가능의 가능성    | 53분      |      |
| 8회  | 2월 14일        | 가혹한 형벌        | 73분      |      |
| 9회  | 2월 21일        | 1/100              | 88분      |      |

## 스테이지

### QUEST 1
- 일대일 데스매치

### QUEST 2
- 모래 나르기

### QUEST 2.5
- 토르소 지키기

### QUEST 3
- 1.5톤 배 끌기

### QUEST 4
- 고대 신화 5종 경기

### QUEST 5
- 파이널 퀘스트

## 최종 결과
|        | QUEST 1 | QUEST 2 | QUEST 2.5 | QUEST 3 | QUEST 4 | QUEST 5 |
| ------ | ------- | ------- | --------- | ------- | ------- | ------- |
| 탈락자 | 50명    | 25명    | 20명      | 10명    | 15명    | 4명     |
| 생존자 | 50명    | 25명    | 30명      | 20명    | 5명     | 1명     |

## 참고 사항
- 넷플릭스 TV쇼 부문에 총 87개국 중 38개국에서 1위를 차지하였다.